# Clarias laeviceps
Clarias laeviceps es una especie de pez de la familia Clariidae en el orden de los Siluriformes.

## Hábitat
Es un pez de agua dulce.